# Benedetto Averani
Benedetto Averani né à Florence le 19 juillet 1645 et mort à Pise le 28 décembre 1707 est un philologue italien du XVIIIe siècle.

## Biographie
Né à Florence, le 19 juillet 1645, d’une ancienne famille, il se plonge dans les études et lisait continuellement L'Arioste et le Tasse, ou étudiait seul et sans maître l’arithmétique. Envoyé à l’école des jésuites, il y fait des progrès surprenants. Ses compositions, tant en prose qu’en vers, sont des modèles que son professeur donnait à imiter aux autres élèves. A peine a-il fini sa rhétorique, qu’un dominicain l’engage à faire un poème en l’honneur de Thomas d'Aquin. L’ouvrage est composé en deux jours, quoiqu’il soit de plus de trois cents vers. L’auteur y explique, avec une clarté surprenante, les mystères les plus secrets de la théologie. En philosophie, il ne se contente pas des leçons qu’on lui donne ; il veut recourir aux sources mêmes, c’est-à-dire aux ouvrages d’Aristote et de Platon ; la doctrine de ce dernier a pour lui un attrait particulier, et devient dans la suite le sujet favori de ses méditations ; il veut avoir aussi des connaissances en géométrie, en astronomie, et dans toutes les parties des mathématiques ; il les apprend en autodidacte. Il étudie de même la jurisprudence à Pise, où il est ensuite reçu docteur, lorsque le cardinal Léopold de Toscane, grand protecteur des lettres, ayant apprécié son mérite, l’engage à ne pas négliger les études purement littéraires, parce qu’il lui destine une chaire de belles-lettres dans cette université. C'est alors qu’Averani apprend le grec, également sans maître. Au bout de six mois, il est en état de l’enseigner ; et nommé, en 1676, professeur de littérature grecque, il explique l’Anthologie, Euripide et même Thucydide. Il passe ensuite à la chaire d’humanités, et donne sur Tite-Live, Cicéron et Virgile, des leçons qui sont imprimées. Il meurt à Pise, le 28 décembre 1707, et est enterré solennellement dans le Campo Santo. Son buste est placé sur son tombeau, où l’on grave une longue inscription contenant l’éloge de son savoir, des services qu’il avait rendus aux sciences et de ses vertus. Il était membre de l’académie des Apatisti de Florence et de celle de la Crusca. Il fut aussi de celle des Arcades, dès le commencement de son institution, et y prend le nom de Corileo Nassio.

## Œuvres
- Dissertationes habitæ in Pisana academia, in quibus græcæ, latinæque eloquentiæ principes explicantur et illustrantur, etc. ; accesserunt ejusdem Orationes et Carmina omnia iterum edita, etc., Florence, 1716 et 1717, 3 vol. in-fol.
- Dieci lezioni composte sopra il quarto sonetto della prima parte del Canzoniere del Petrarca, Ravenne, 1707, in-4° ;
- sept Leçons dans le vol 3e volumes de la seconde partie des Prose fiorentine, et quatre autres dans le 4e volume, sur différents sujets, tels que la théologie des païens, la doctrine de Platon, les antiquités, etc.
- plusieurs compositions en vers et en prose, restées manuscrites ou publiées dans divers recueils.